# 達什卡桑區
達什卡桑區是阿塞拜疆的一個區，位於該國西部，西界亞美尼亞。面積1,046.97平方公里，2008年人口31,238人。首府達什凱桑。
1930年建區。1962至1965年被併入漢拉爾區。